# إليانور من أراغون
إليانور من أراغون (20 فبراير 1358 – 13 أغسطس 1382) هي ملكة قشتالة وليون قرينة بزواجها من خوان الأول، وأيضا هي أبنة الصغرى لـ بيدرو الرابع ملك أراغون من زوجته إليانور من صقلية، ووالدة إنريكي الثالث ملك قشتالة وفرناندو الذي أصبح لاحقاً ملك أراغون بعد وفاة خاله مارتن الأول.